# Narathura prasia
Narathura prasia är en fjärilsart som beskrevs av Hans Fruhstorfer 1914. Narathura prasia ingår i släktet Narathura och familjen juvelvingar. Inga underarter finns listade i Catalogue of Life.